# JR Hokkaidō

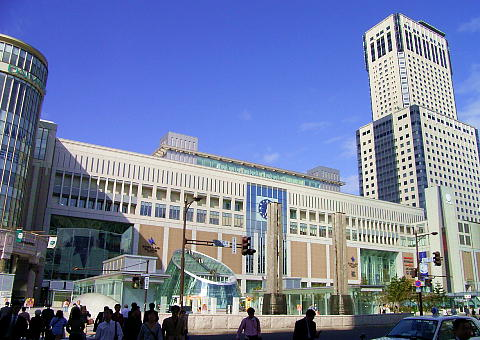
Sapporo Station.

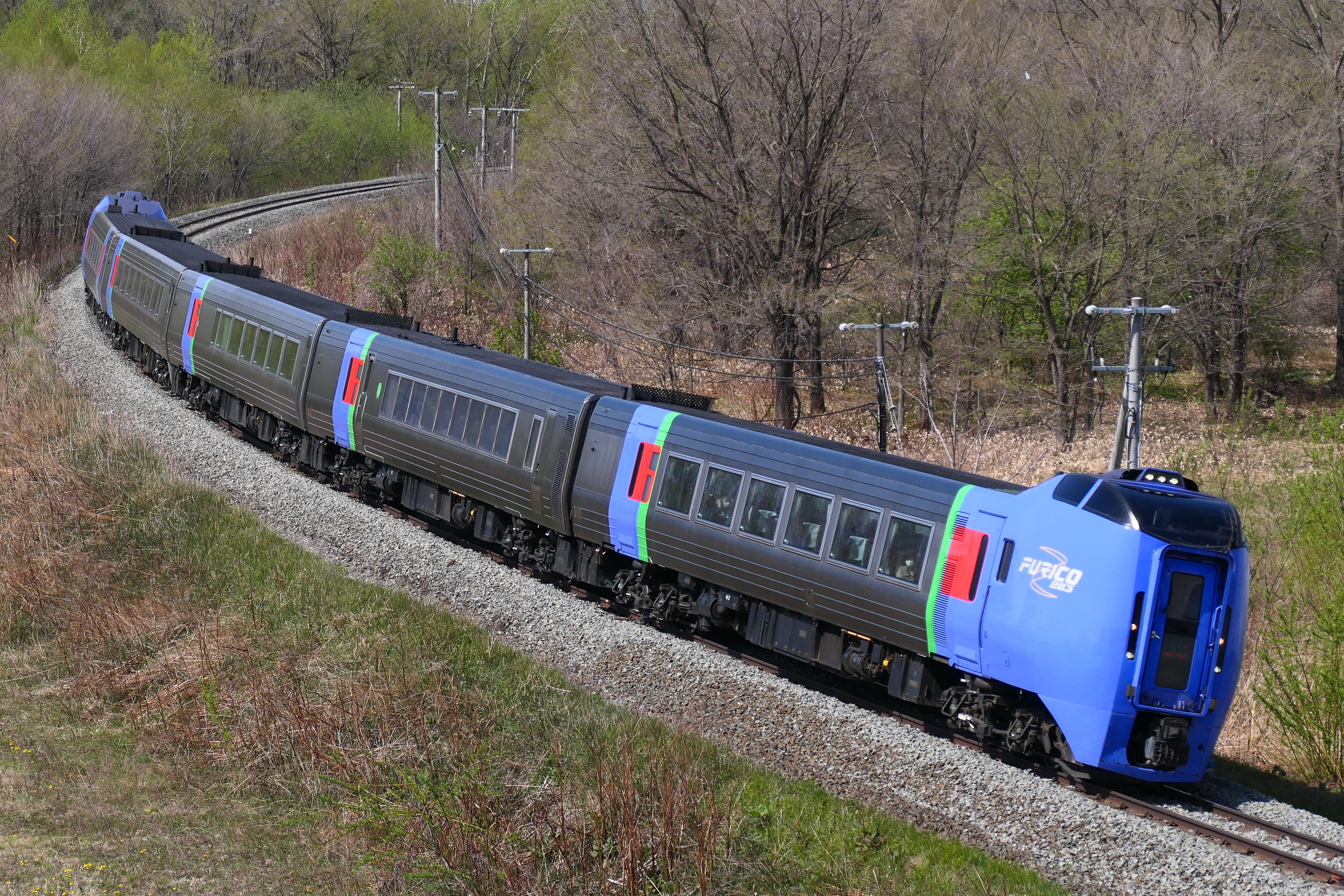
KiHa 283 series DMU "Ōzora"

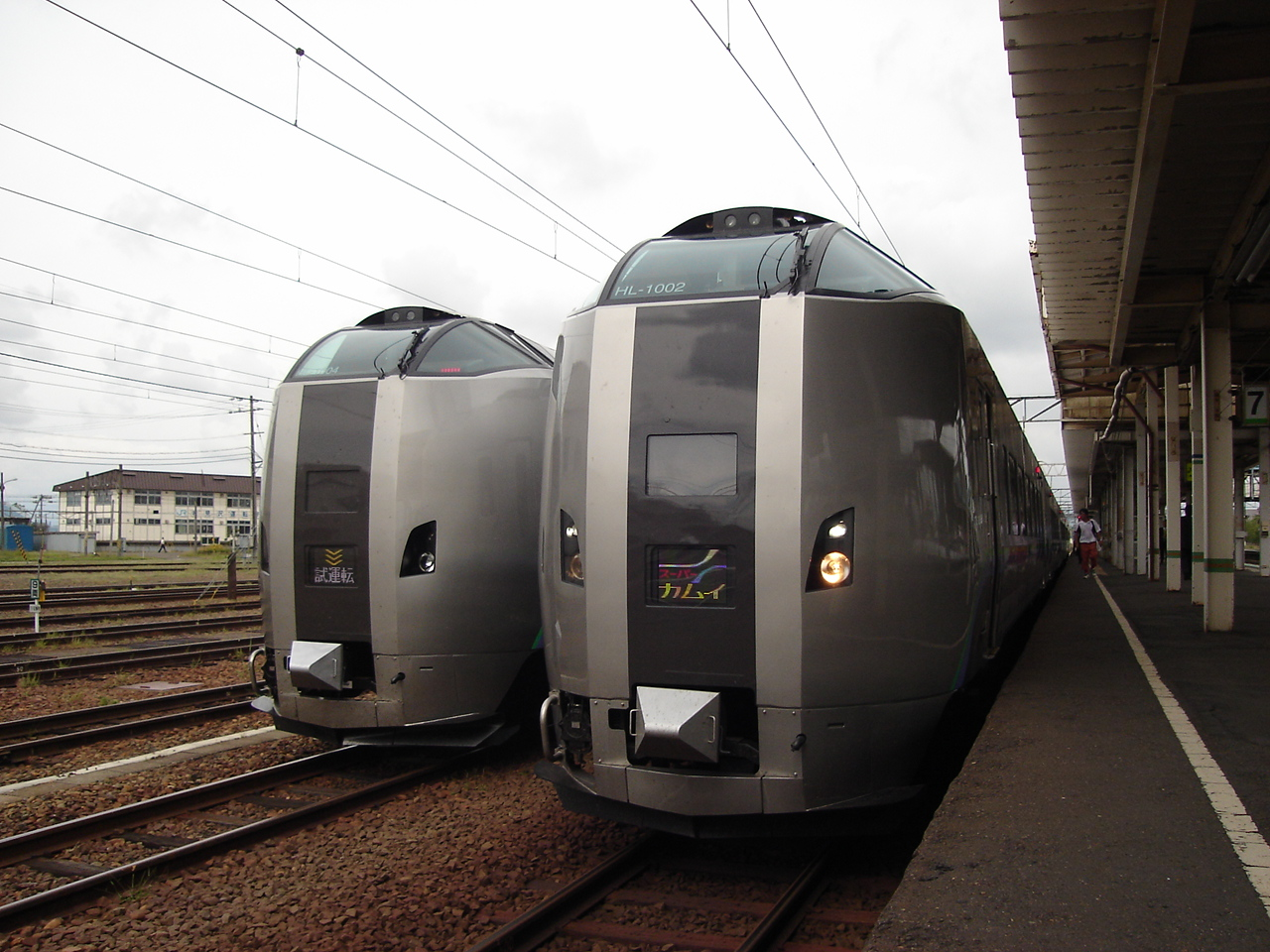
789-1000 series EMU "Super Kamui"

La Hokkaidō Railway Company (北海道旅客鉄道株式会社 Hokkaidō Ryokaku Tetsudō Kabushiki-gaisha?) es una de las compañías constitutivas del Japan Railways Group y por ello a menudo se le conoce como JR Hokkaidō (JR北海道 Jeiāru Hokkaidō?). La compañá opera servicios de ferrocarriles interurbanos en Hokkaidō, Japón.

## Historia
Al momento de su privatización en 1987, la JR Hokkaidō operaba 21 líneas ferroviarias que sumaban 3.176,6 kilómetros de vías férreas, así como un servicio de transbordador a Aomori. Desde entonces, ese número ha disminuido a un poco menos de 2.500 kilómetros, pues las líneas improductivas se han cerrado o desincorporado (como en el caso del ferrocarril de Hokkaidō Chihoku Kōgen). El servicio de transbordador también ha sido sustituido por el túnel de Seikan.
Las oficinas centrales de la compañía se ubican en la ciudad de Sapporo.

## Red

### Líneas Shinkansen
- Hokkaido Shinkansen (北海道新幹線)

Shin-Aomori - Okutsugaru-Imabetsu - Kikonai - Shin-Hakodate-Hokuto

### Líneas Interurbanas
- Línea Chitose (千歳線)

Numa-no-Hata - Minami-Chitose - Chitose - Shiroishi
Minami-Chitose - Shin-Chitose-Kuko
- Línea principal de Hakodate (函館本線)(*)

Hakodate - Goryōkaku - Oshima-Ohno(**) - Ōnuma - Mori - Oshamanbe - Kutchan - Otaru - Souen - Sapporo - Shiroishi - Iwamizawa - Takikawa - Fukagawa - Asahikawa
Ōnuma - Mori
- Línea principal de Muroran (室蘭本線)

Oshamanbe - Higashi-Muroran - Tomakomai - Numa-no-Hata - Oiwake - Iwamizawa
Higashi-Muroran - Muroran
- Línea principal de Nemuro (根室本線)

Takikawa - Furano - Shintoku - Obihiro - Ikeda - Kushiro - Higashi-Kushiro - Nemuro
- Línea de Sekisho (石勝線)

Minami-Chitose - Oiwake - Shin-Yūbari - Shintoku
Shin-Yubari - Yūbari

### Otras líneas
- Línea de Esashi (江差線)

Goryōkaku - Kikonai - Esashi
- Línea de Furano (富良野線)

Asahikawa - Biei - Furano
- Línea principal de Hidaka (日高本線)

Tomakomai - Mukawa - Sizunai - Samani
- Línea principal de Sekihoku (石北本線)

Shin-Asahikawa - Kamikawa - Engaru - Kitami - Abashiri
- Kaikyō Line (海峡線)

Naka-Oguni - Tsugaru-Imabetsu(***) - Kikonai
- Rumoi Main Line (留萌本線)

Fukagawa - Ishikari-Numata - Rumoi - Mashike
- Sassho Line (札沼線)

Souen - Ishikari-Tōbetsu - Shin-Totsukawa
- Senmo Main Line (釧網本線)

Abashiri - Shiretoko-Shari - Mashu - Shibecha - Higashi-Kushiro
- Soya Main Line (宗谷本線)

Asahikawa - Shin-Asahikawa - Nayoro - Otoineppu - Horonobe - Wakkanai